# IO (pel·lícula de 2022)
IO és un road movie polonès de 2022 dirigit per Jerzy Skolimowski, protagonitzada per Sandra Drzymalska i Mateusz Kościukiewicz, amb la participació d'Isabelle Huppert. Es tracta d'una reinterpretació de la pel·lícula de Robert Bresson A l'atzar, Baltasar (1966). Se centra en l'ase que dona nom al títol de la pel·lícula, el qual és transmès de propietari a propietari, experimentant l'alegria i el dolor de la gent en aquest procés.
La coproducció polonesa-italiana es va estrenar dins de la secció en competició del Festival de Cannes de 2022. Va rebre crítiques positives i fou guardonada amb el Premi del Jurat, compartit amb la pel·lícula Le otto montagne. També va ser seleccionada per competir als Premis Oscar de 2022 dins de la categoria de millor pel·lícula de parla no anglesa.

## Argument
La pel·lícula està ambientada en el present i segueix un ruc humil anomenat "IO". Al llarg del seu pas per la vida, l'animal es topa amb persones bones i dolentes, viu moments d'alegria i d'altres de dolor. Des d'un circ polonès, "IO" acaba a un estable de cavalls. Seguidament, l'animal passa per un estable de rucs, un bar d'un petit poble i una granja de guineus. Finalment, l'ase és transportat a través dels Alps fins a un palau italià.
"IO" sembla suportar les seves aventures amb estoïcisme. De fet, la ment de l'animal està farcida d'emocions. En un els seus somnis, l'ase es rebroba amb la persona més agradable que ha conegut al circ: la bella Cassandra. Finalment, la vida d'"IO" acaba en un escorxador italià.

## Repartiment
- Sandra Drzymalska: Casandra
- Lorenzo Zurzolo: Vito
- Mateusz Kościukiewicz: Mateo
- Isabelle Huppert: la comtessa
- Saverio Fabbri: traficant d'animals
- Lolita Chammah: Dora
- El burro IO fou interpretat per un total de sis burros: Ettore, Hola, Marietta, Mela, Rocco i Tako.

## Palmarès
| Premi/festival                                         | Categoria                                         | Resultat  | Guanyador/ style="background:#ffbbbb; color: black; text-align: center; vertical-align: middle;" class="table-no2"\| Nominat |
| ------------------------------------------------------ | ------------------------------------------------- | --------- | --- |
| Arab Critic's Awards 2022                              | Millor pel·lícula europea                         | Guanyador | Jerzy Skolimowski |
| 75è Festival de Cinema de Canes 2022                   | Palma d'Or – Millor pel·lícula                    | Nominat   | Jerzy Skolimowski |
| 75è Festival de Cinema de Canes 2022                   | Premi del Jurat                                   | Guanyador | Jerzy Skolimowski |
| 75è Festival de Cinema de Canes 2022                   | Cannes Soundtrack award                           | Guanyador | Paweł Mykietyn |
| Premis César de 2023                                   | Millor pel·lícula estrangera                      | Nominat   | - |
| Dallas-Fort Worth Film Critics Association Awards 2022 | Russell Smith Award                               | Guanyador | - |
| Denver International Film Festival 2022                | Krzysztof Kieslowski Award – Millor pel·lícula    | Guanyador | Jerzy Skolimowski |
| Premis del Cinema Europeu 2022                         | Millor direcció                                   | Nominat   | Jerzy Skolimowski |
| Premis del Cinema Europeu 2022                         | Millor banda sonora                               | Guanyador | Paweł Mykietyn |
| Premis del Cinema Europeu 2022                         | European University Film Award                    | Guanyador | Jerzy Skolimowski |
| Motion Picture Sound Editors 2023                      | Millor so – Millor pel·lícula de parla estrangera | Nominat   | Radoslaw Ochnio |
| Hamptons International Film Festival 2022              | Zelda Penzel Giving Voice to the Voiceless Award  | Guanyador | Jerzy Skolimowski |
| Hollywood Music In Media Awards 2022                   | Millor música – Pel·lícula independent            | Nominat   | Jerzy Skolimowski |
| Las Vegas Film Critics Society Awards 2022             | Millor pel·lícula de parla estrangera             | Nominat   | - |
| London Critics' Circle Film Awards 2023                | Millor pel·lícula de parla estrangera             | Nominat   | - |
| Los Angeles Film Critics Association Awards 2022       | Millor pel·lícula de parla estrangera             | Guanyador | - |
| Los Angeles Film Critics Association Awards 2022       | Millor càmera                                     | Guanyador | Michal Dymek |
| Los Angeles Film Critics Association Awards 2022       | Millor banda sonora                               | Nominat   | Paweł Mykietyn |
| National Board of Review Awards 2022                   | Top 5 – Pel·lícula internacional                  | Guanyador | - |
| National Society of Film Critics Awards 2023           | Millor càmera                                     | Guanyador | Michal Dymek |
| New York Film Critics Circle Awards 2022               | Bester internationaler Film                       | Guanyador | - |
| New York Film Critics Online Awards 2022               | Millor pel·lícula de parla estrangera             | Guanyador | - |
| Online Film Critics Society Awards 2023                | Millor pel·lícula                                 | Nominat   | - |
| Online Film Critics Society Awards 2023                | Millor pel·lícula de parla estrangera             | Nominat   | - |
| Premis Oscar de 2022                                   | Millor pel·lícula internacional                   | Nominat   | - |
| Fetival de Cinema de Gdynia 2022                       | Lleó d'or – Millor pel·lícula                     | Nominat   | Jerzy Skolimowski, Ewa Piaskowska                                                                                            |
| Festival de Cinema de Valladolid 2022                  | Premi Ribera de Duero – Millor direcció           | Guanyador | Jerzy Skolimowski |